# 90-е годы
90-е (девяно́стые) го́ды по юлианскому календарю — промежуток времени с 1 января 90 года по 31 декабря 99 года, включающий 90 год 9-го десятилетия   и с 91 по 99 годы    10-го десятилетия I века 1-го тысячелетия.  Они закончились 1926 лет назад.

## Важнейшие события
- Конец I века — возникновение племенного союза в Дакии во главе с Децебалом.
- Конец I века — Малая Армения присоединена к Великой Армении.
- Конец I века — в Абхазии сложились княжества абазгов, апсилов и др.
- Конец I века — Хунны продолжают продвигаться на запад.
- Первая половина 90-х — неудачная война Рима с племенным союзом даков во главе с Децебалом.
- 90-е — написано «Евангелие от Иоанна» (в Эфесе?). Традиционное время написания «Откровения Иоанна».
- 90-е — Бань Чао подчиняет Китаю Фергану и Хорезм[1][2][3].
- Около 100 года — написано «1-е послание Петра».